# 소채원
소채원(1997년 11월 12일~)는 대한민국의 양궁 선수이다. 2023년 제19회 항저우 아시안게임 양궁 여자 컴파운드 은메달 및 2023년 제19회 항저우 아시안게임 양궁 여자 컴파운드 단체 동메달, 혼성 컴파운드 은메달을 획득했다.